# Mateo Morral
Mateo Morral Roca né le 27 novembre 1879 à Sabadell (Province de Barcelone) et mort le 2 juin 1906 à Torrejón de Ardoz (Madrid), est un anarchiste espagnol. Il est connu pour être l'auteur de l'attentat contre le roi d'Espagne Alphonse XIII et Victoire-Eugénie le 31 mai 1906, soit le jour de leur mariage.
Il est traducteur et bibliothécaire à l'École Moderne, fondée par Francisco Ferrer.

## Biographie
Fils de commerçant de textile de Barcelone, c'est lors d'un séjour en Allemagne qu'il découvre et adopte l'anarchisme. De retour en Espagne, il décide d'abandonner le négoce familial et commence à travailler avec Francisco Ferrer comme bibliothécaire, période au cours de laquelle il écrit quelques textes brefs comme Pensées révolutionnaires de Nicolás Estévanez (Pensamientos Revolucionarios de Nicolás Estévanez), publié avec un prologue de Federico Urales.
En 1906, il voyage à Madrid afin de préparer l'attentat contre le roi d'Espagne, qui consiste en une bombe Orsini de fabrication artisanale cachée dans un bouquet de fleurs qu'il jette lors du passage du cortège depuis le balcon de la pension où il réside. Selon Pío Baroja, la bombe lui aurait été livrée trois jours auparavant depuis la France, enveloppée dans un drapeau français, en référence à son idéologue préféré, le militaire et ex-ministre de la Guerre durant la Première République espagnole, Nicolás Estévanez, mort en exil à Paris. La pension se trouve au troisième étage du numéro 88 de la  Calle Mayor. Le bouquet, lancé vers le carrosse du couple royal, heurte une caténaire de la ligne de tramway passant dans la rue, pour finalement tomber vers la foule. Les souverains en sortirent indemnes, mais une trentaine de personnes périssent. Morral réussit à s'enfuir de Madrid (semble-t-il avec l'aide du journaliste José Nakens), mais le 2 juin, il est reconnu par plusieurs personnes dans une auberge, près de Torrejón de Ardoz, où il s'est arrêté pour manger. Ces personnes avertissent un garde champêtre, Fructuoso Vega, qui après quelques vérifications se met à sa recherche. Il se livre de façon pacifique, mais alors qu'il est conduit par le garde à la garnison de Torrejón de Ardoz, il tue ce dernier d'un coup de feu, puis se suicida.
Au cours d'un procès qui suivit, José Nakens, Francisco Ferrer et d'autres anarchistes sont condamnés pour conspiration. Ils sont relaxés un an plus tard.

## Notices
- Notices d'autorité :   - VIAF
  - ISNI
  - BnF (données)
  - IdRef
  - LCCN
  - GND
  - Espagne
  - Catalogne
  - Vatican
  - WorldCat
- (es) Miguel Iñiguez, Esbozo de una Enciclopedia histórica del anarquismo español, Fundación de Estudios Libertarios Anselmo Lorenzo, Madrid, 2001, pages 423.

## Sources
- (es) Cet article est partiellement ou en totalité issu de l’article de Wikipédia en espagnol intitulé « Mateo Morral » (voir la liste des auteurs).